# Agrostis coarctata
Agrostis coarctata é uma espécie de gramínea do gênero Agrostis, pertencente à família Poaceae.